# My Bed Is Too Big
My Bed Is Too Big – singel zapowiadający album Body Heat niemieckiego zespołu Blue System. Został wydany w czerwcu 1988 roku przez wytwórnię Hansa International. Jest to pierwszy singiel zespołu Blue System wydany na CD.

## Lista utworów
7" (Hansa 109 918) (BMG) 06.1988
| Nr | Tytuł                            | Długość |
| -- | -------------------------------- | ------- |
| 1. | My Bed Is Too Big                | 3:30    |
| 2. | My Bed Is Too Big (Instrumental) | 3:30    |

12" (Hansa 609 918) (BMG) 06.1988
| Nr | Tytuł                                         | Długość |
| -- | --------------------------------------------- | ------- |
| 1. | My Bed Is Too Big (No Longer Too Big Bed Mix) | 5:20    |
| 2. | My Bed Is Too Big (Instrumental)              | 3:30    |
| 3. | My Bed Is Too Big (Radio Version)             | 3:30    |

CD (Hansa 659 918) (BMG) 06.1988
| Nr | Tytuł                                         | Długość |
| -- | --------------------------------------------- | ------- |
| 1. | My Bed Is Too Big (No Longer Too Big Bed Mix) | 5:20    |
| 2. | My Bed Is Too Big (Instrumental)              | 3:30    |
| 3. | My Bed Is Too Big (Radio Version)             | 3:30    |
| 4. | Sorry Little Sarah (Long Version)             | 5:12    |

## Lista przebojów (1988)
| Państwo | Najwyższe miejsce |
| ------- | ----------------- |
| Niemcy  | 10                |
| Austria | 4                 |
| Grecja  | 29                |

## Autorzy
- Muzyka: Dieter Bohlen
- Autor Tekstów: Dieter Bohlen
- Wokalista: Dieter Bohlen
- Producent: Dieter Bohlen
- Aranżacja: Dieter Bohlen
- Współproducent: Luis Rodriguez